# بیاوا (استان ماسوویان)
بیاوا (به لهستانی:  Biała) یک روستا در لهستان است که در گمینا ستارا بیاوا واقع شده‌است.